# Léonise Valois
Léonise Valois (bautizada Marie-Attala-Amanda-Léonise seudónimo Atala-Amanda) (11 de octubre de 1868, Vaudreuil, provincia de Quebec - 20 de mayo de 1936) fue una mujer de letras, periodista canadiense.

## Biografía
Era quinta de 15 hijos de Louis-Joseph-Avila Valois, médico y erudito, y de Marie-Louise Bourque. Era más cercana a su padre erudito, que de su madre con poca instrucción. 
Formando parte de la burguesía de la época, Léonise fue instruida. Estudió en el Convento de Beauharnois hasta la edad de 15 años.
Después de la muerte de su padre, Léonise debió subvenir a las necesidades de sus hermanos y hermanas.  Para hacer eso, tuvo que ocupar dos trabajos : funcionaria en el Hotel de las Plazas (Victoriaville) y periodista.
En 1899, Léonise se comprometió en Le Monde ilustrado como redactora de una rúbrica para las mujeres tituladas Al Rincón del fuego. Más tarde, firmó la página El Reino de las mujeres del periódico La Patria. 
En 1910 su selección de poesía Flores Salvajes aparece en ediciones Beauchemin.

## Mención
En 1994, Léonise Valois fue finalista al Premio Edgar-Lespérance.

## Premio
En 1934, mereció el primer premio al concurso de poesía de la Sociedad de los poetas canadienses-franceses por su selección Flores Salvajes.

## Fondos Léonise Valois
Un fondo estuvo constituido, en 1987, llevando el nombre de Léonise Valois, por Louise Warren, que el puesto en 2009 fue al centro de archivo de Montreal de Biblioteca y Archivo nacional de Quebec.